# HK Kazcink-Torpedo Usť-Kamenogorsk
HK Kazcink-Torpedo Usť-Kamenogorsk je hokejový klub z Usť-Kamenogorsku, který hraje Ruskou vyšší ligu ledního hokeje. Klub byl založen roku 1955. Jejich domovským stadionem je Sports Palace s kapacitou 4500 lidí.

## B tým
B-tým se účastní Kazašské ligy ledního hokeje.